# 劉承緒
劉承緒（?—?），南北朝刘宋宗室。北魏大臣。
刘承绪是宋武帝刘裕的曾孙，宋文帝刘义隆之孙。其父刘昶从刘宋投靠北魏，先后娶建興公主、武邑公主、平阳公主。
劉承緒是公主所生子。少年时有狂疾。他娶魏孝文帝之妹彭城长公主，为驸马都尉。先於刘昶而死，赠员外常侍